# Mury miejskie w Chełmnie
Mury miejskie w Chełmnie – jedne z najlepiej zachowanych murów miejskich w Polsce, otaczające miasto prawie pełnym obwodem. Ciąg zachowanych murów ma blisko 1700 m długości.

## Historia

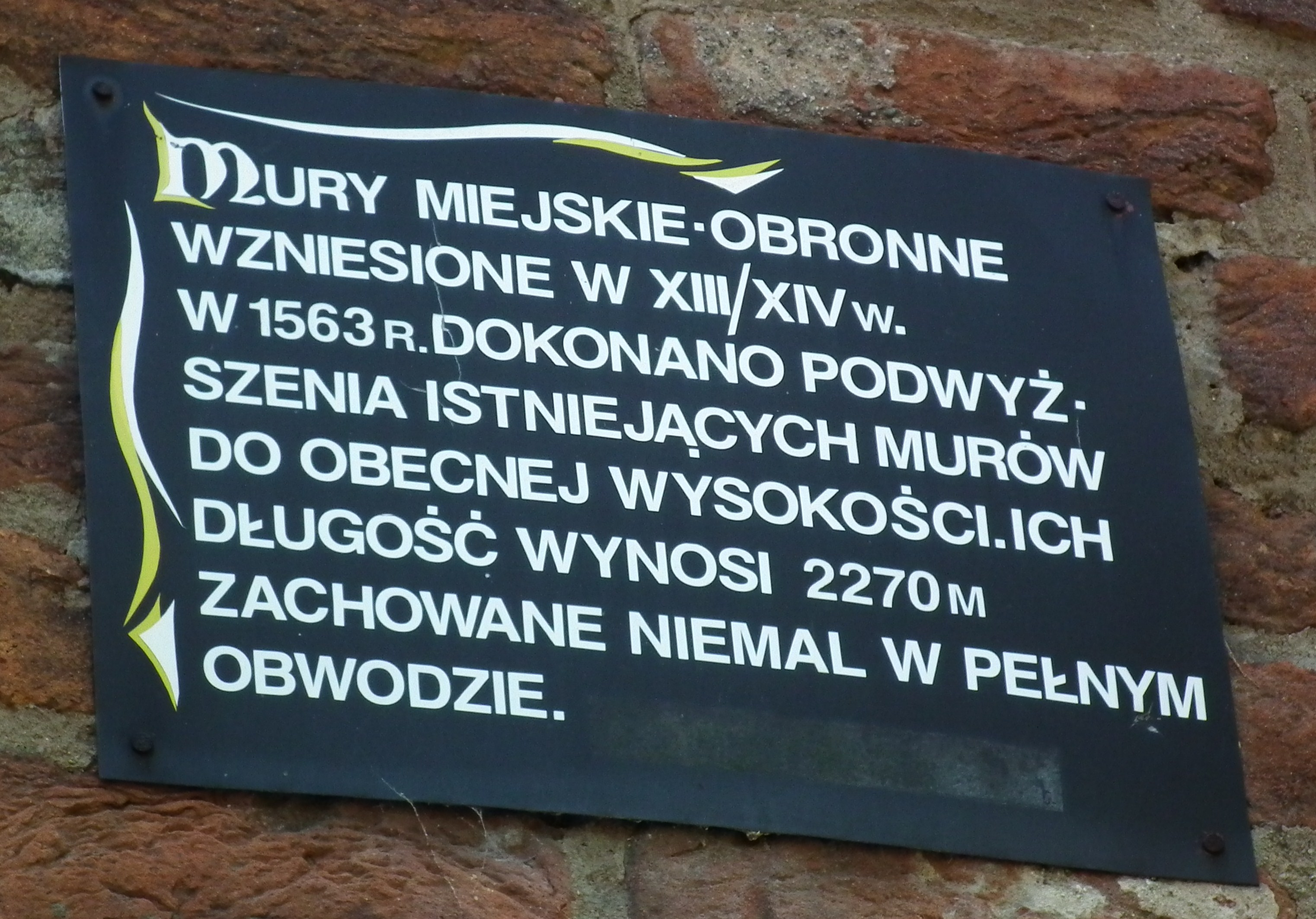

Mury zaczęto wznosić w 2 połowie XIII w., a w 1563 roku podwyższono je zamurowując blanki, na co miasto musiało uzyskać specjalną zgodę króla Zygmunta Augusta – ślady tej przebudowy widoczne są do dzisiaj szczególnie na odcinku murów przylegającego do cmentarza parafialnego. Pierwotnie znajdowało się w nich siedem bram wjazdowych, z których ocalały dwie – Grudziądzka i Merseburska, zachowały się także 23 baszty, z których najbardziej interesujące są: Prochowa (obecnie dział archeologiczny Muzeum Ziemi Chełmińskiej), Mestwina (jeszcze w średniowieczu włączona do kompleksu klasztornego, wtedy Benedyktynek obecnie sióstr Miłosierdzia), Dominikańska (obecnie Klub Seniora) i Panieńska (obecnie siedziba Zastępu Rycerskiego z Chełmna). W latach 1860-70 rozebrano dwa krótkie odcinki muru wzdłuż obecnej ulicy Stare Planty i części ulicy Podmurnej oraz pięć spośród siedmiu bram, zasypano także część fosy miejskiej, z wyjątkiem odcinka na którym utworzono Nowe Planty. Od końca XIX wieku mury wielokrotnie remontowano, łatając ubytki i budując ceglane podpory.
W trakcie remontu w latach 2014-2015, wzdłuż chełmińskich murów zainstalowano oświetlenie, zbudowano ścieżkę spacerową, a w dwóch otwartych basztach urządzono wieże widokowe.
W 2005 roku rozporządzeniem Prezydenta RP cały zespół Starego Miasta w Chełmnie wraz z murami miejskimi został uznany za pomnik historii.

## Galeria

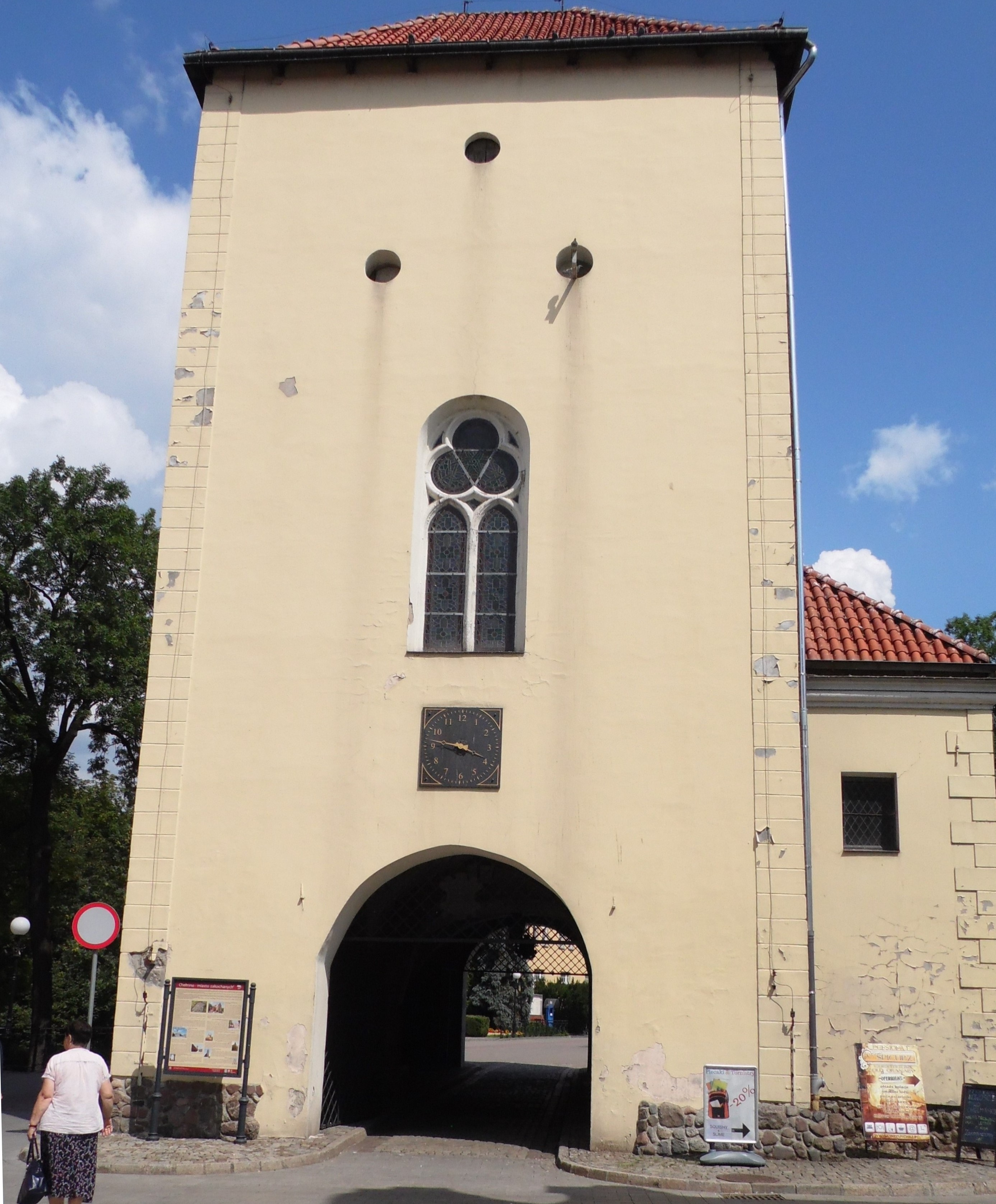
Brama Grudziądzka
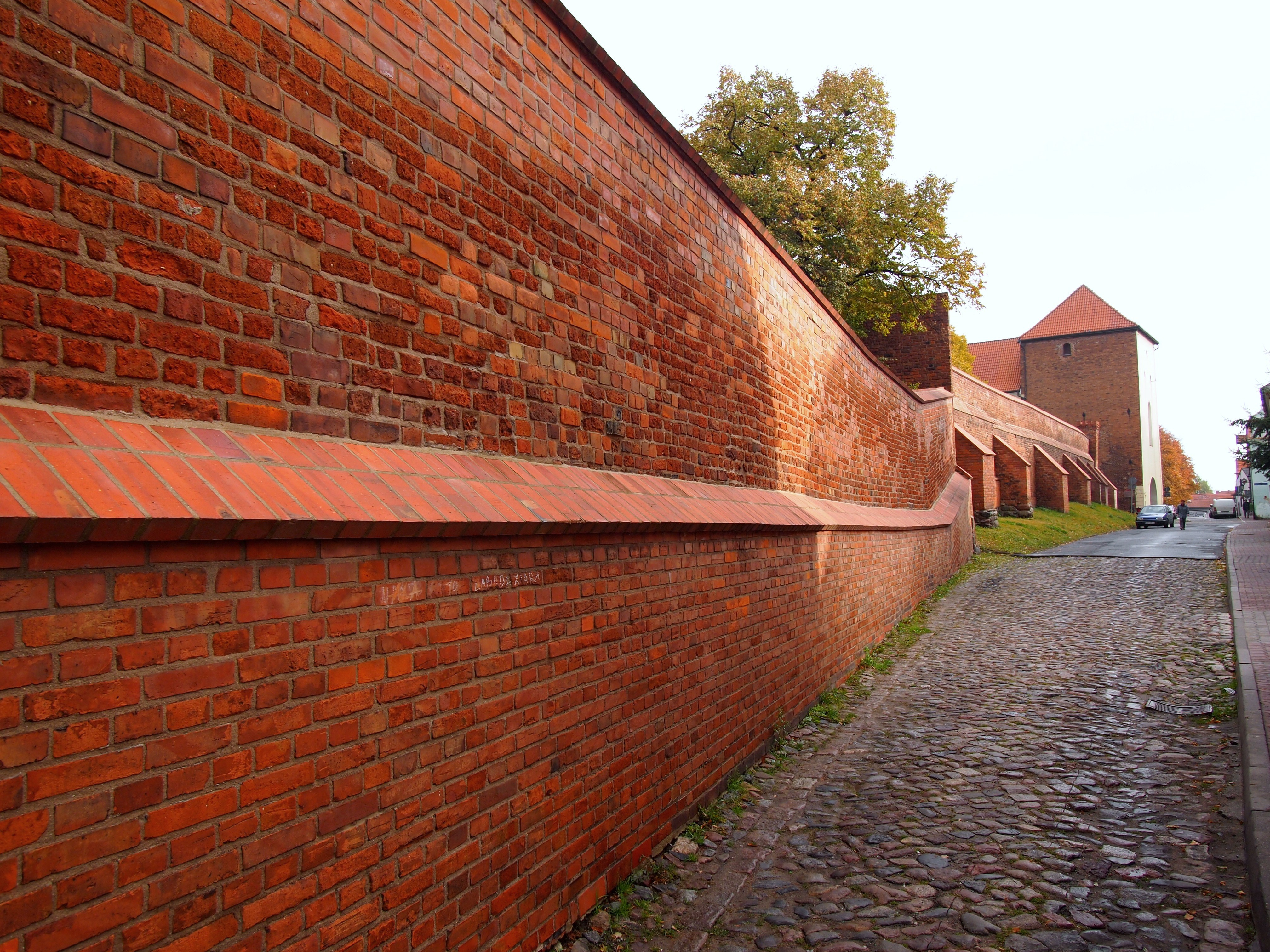
Odcinek murów miejskich z widoczną bramą Grudziądzką
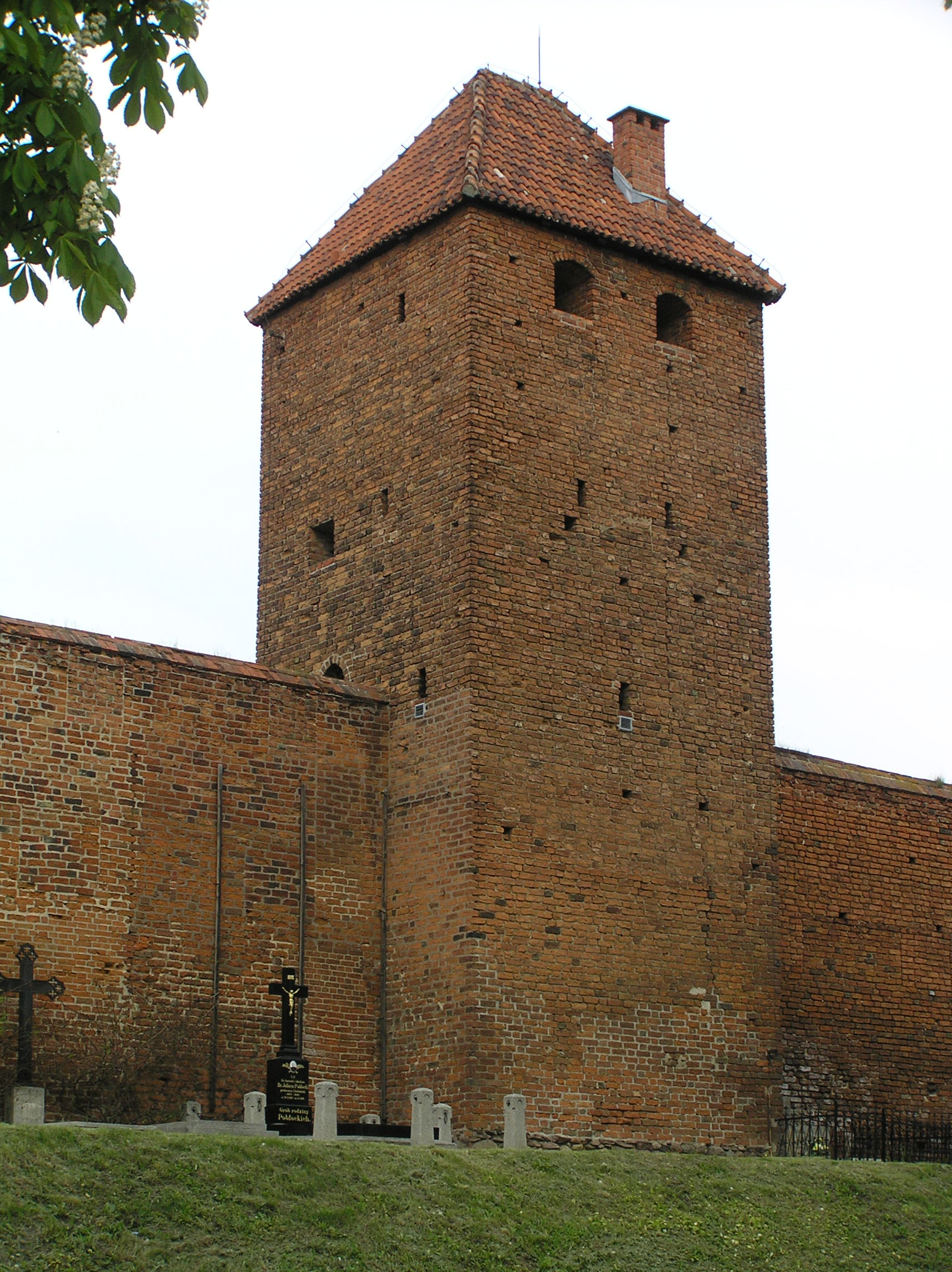
Baszta Prochowa
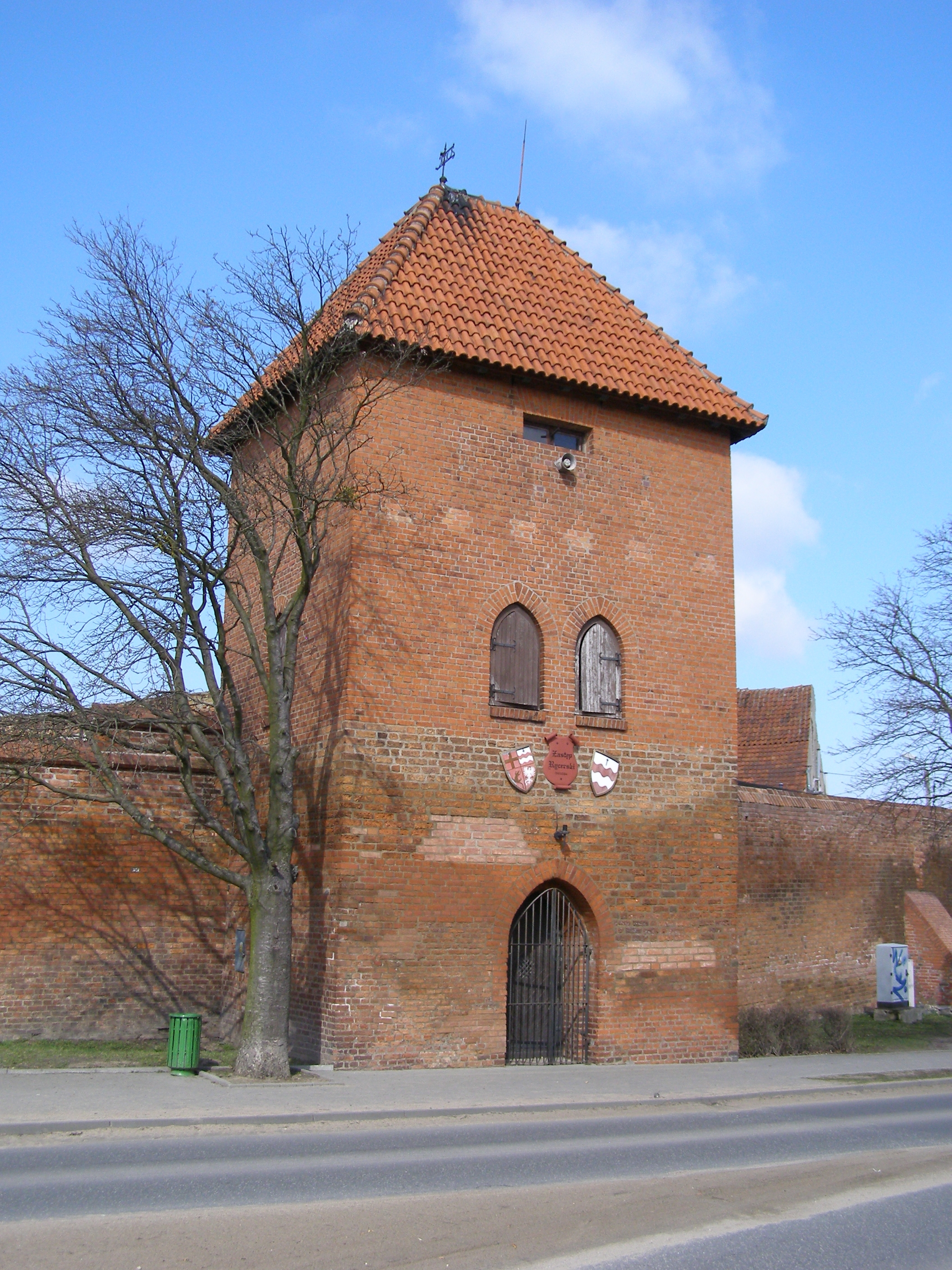
Baszta Panieńska
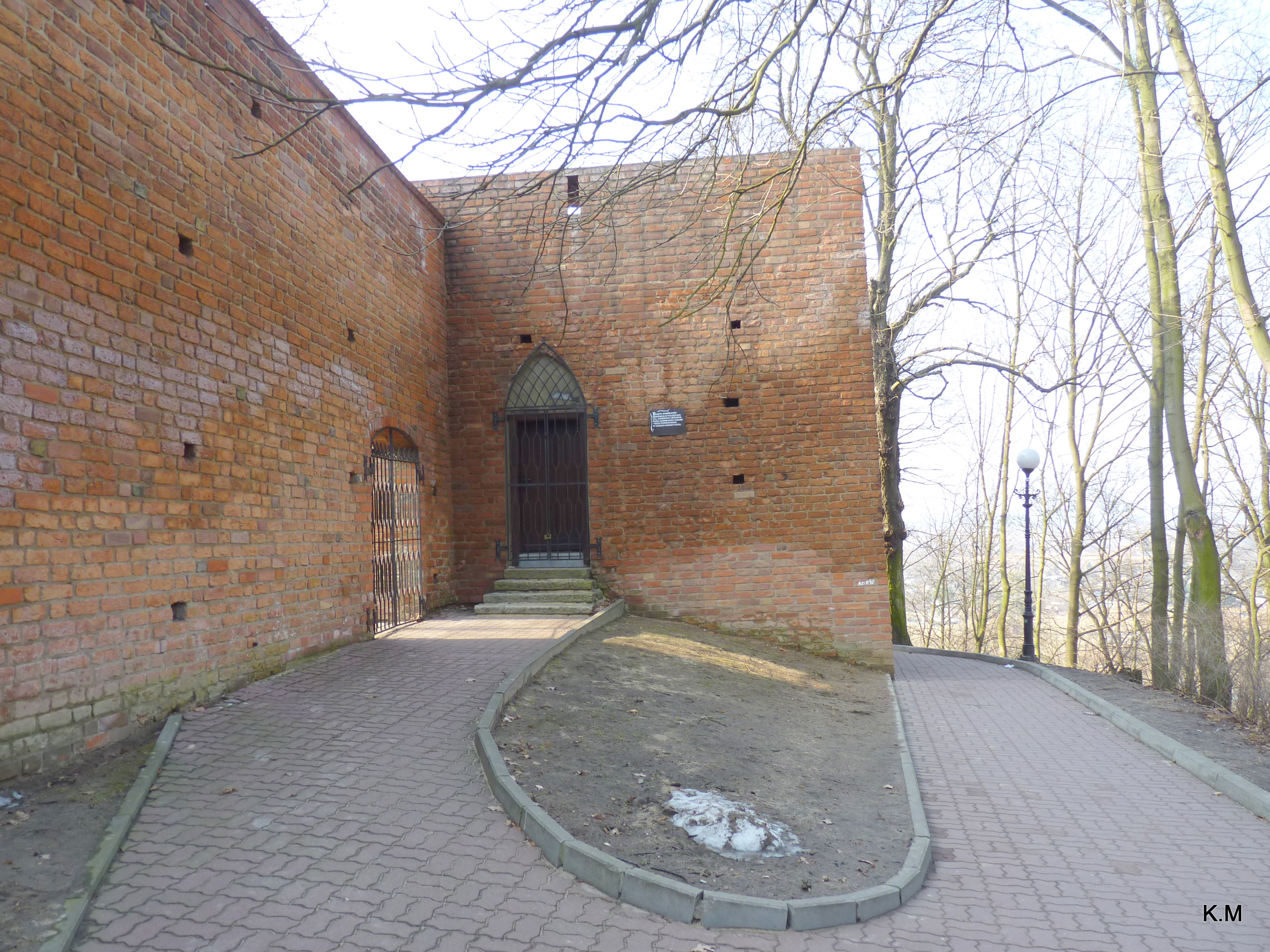
Baszta Dominikańska
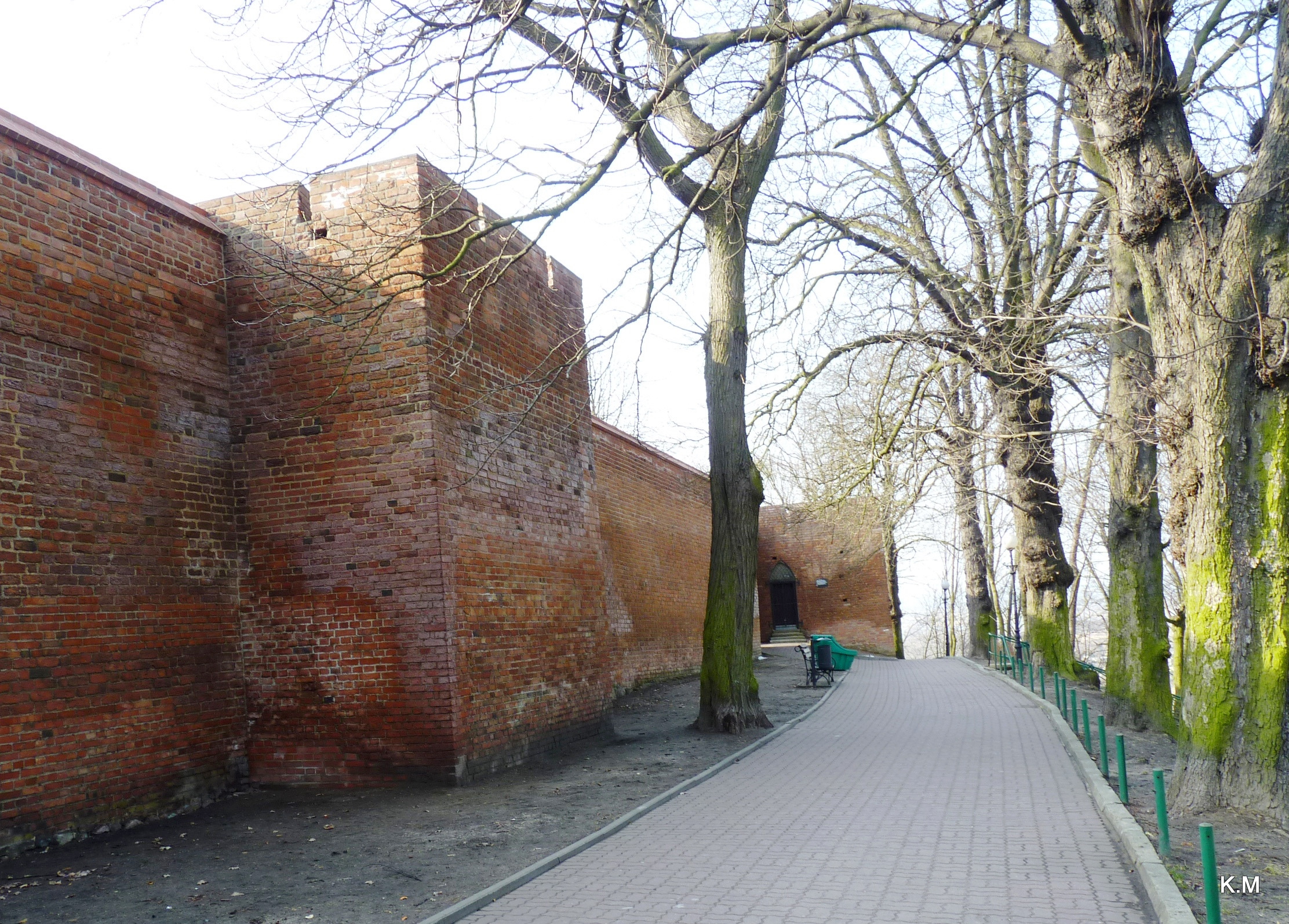
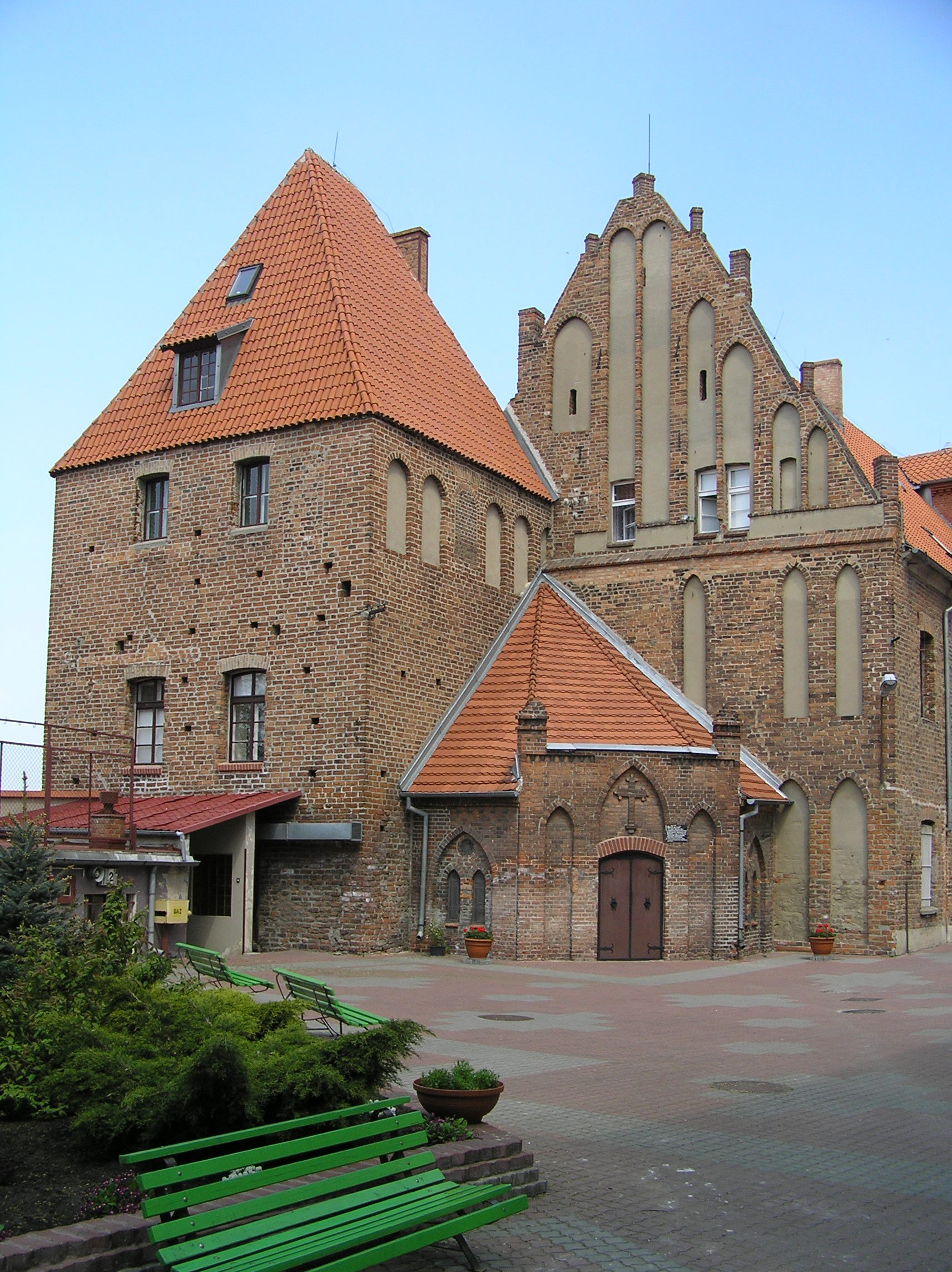
Wieża Mestwina
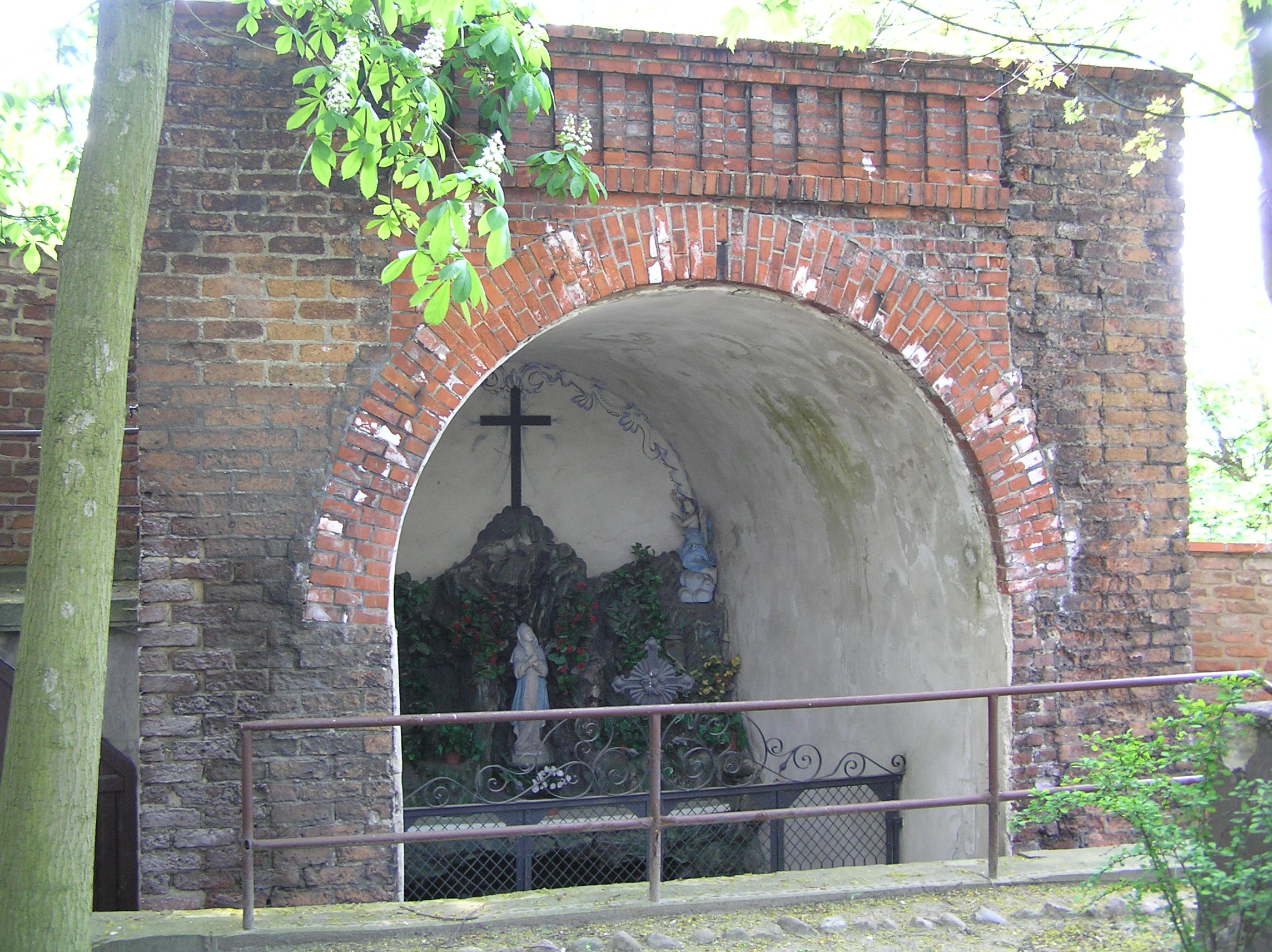
Brama Merseburska, obecnie urządzona jest w niej Kaplica Grobu Pańskiego
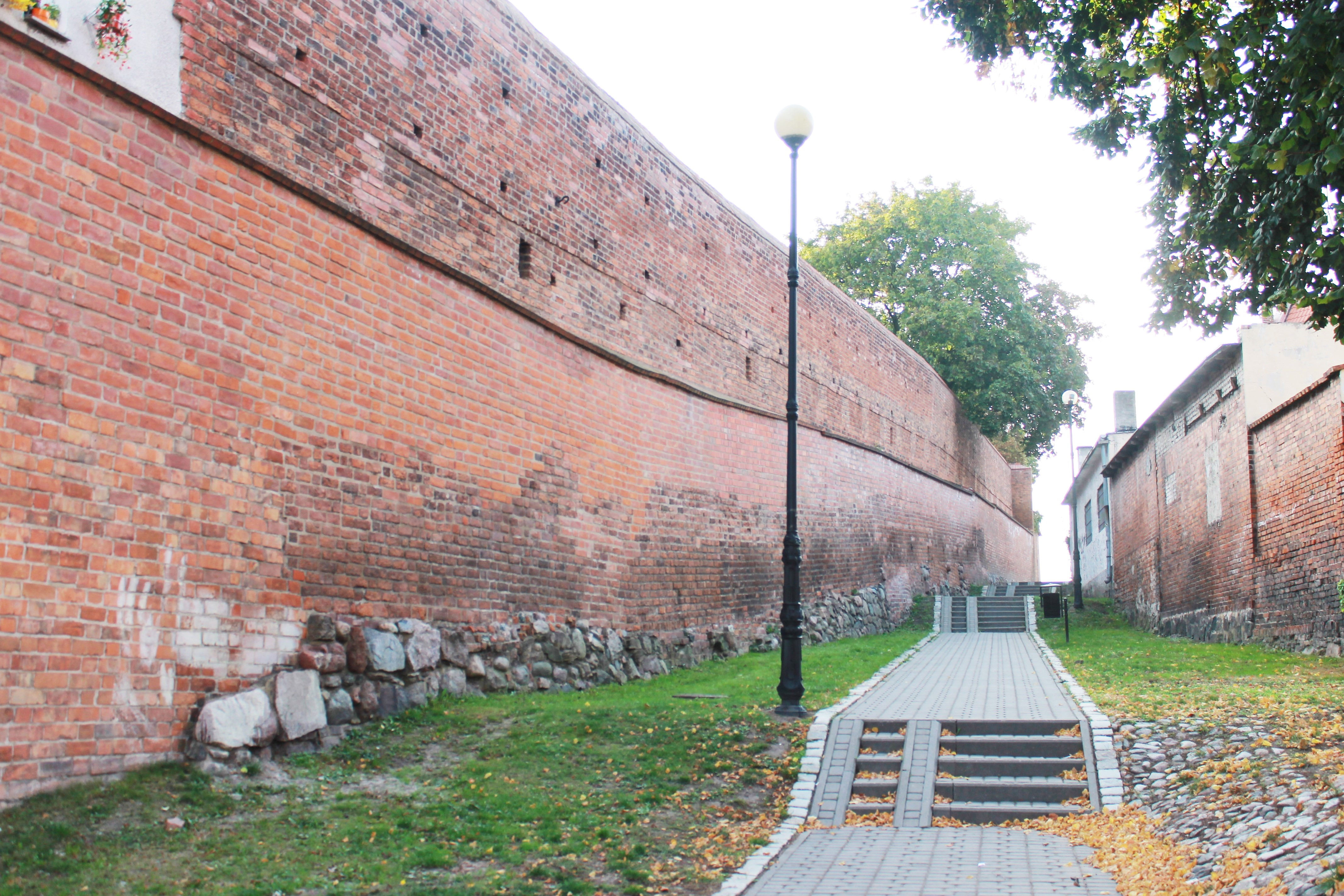
Fragment murów miejskich z widocznymi śladami przebudowy z XVI wieku
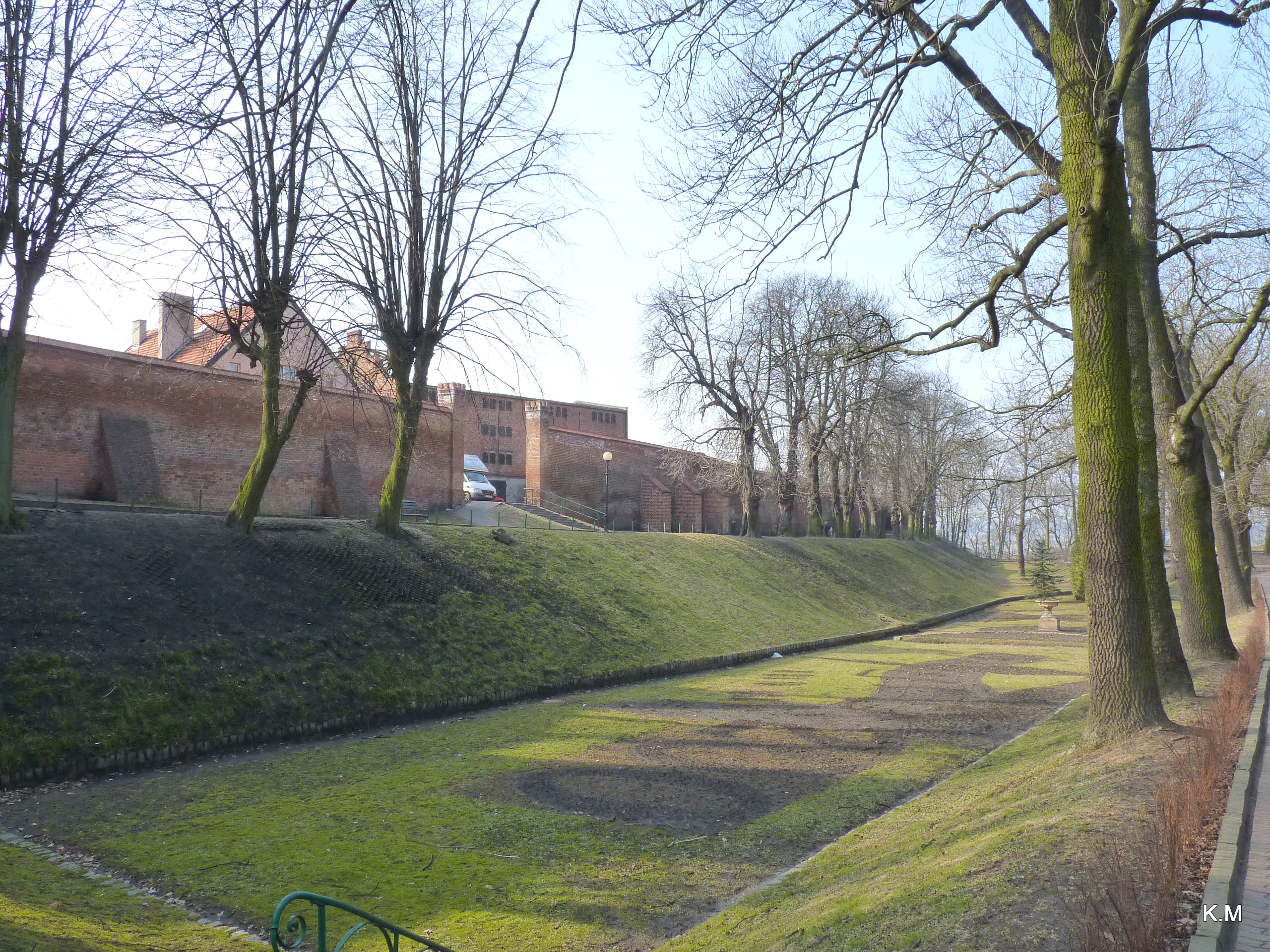
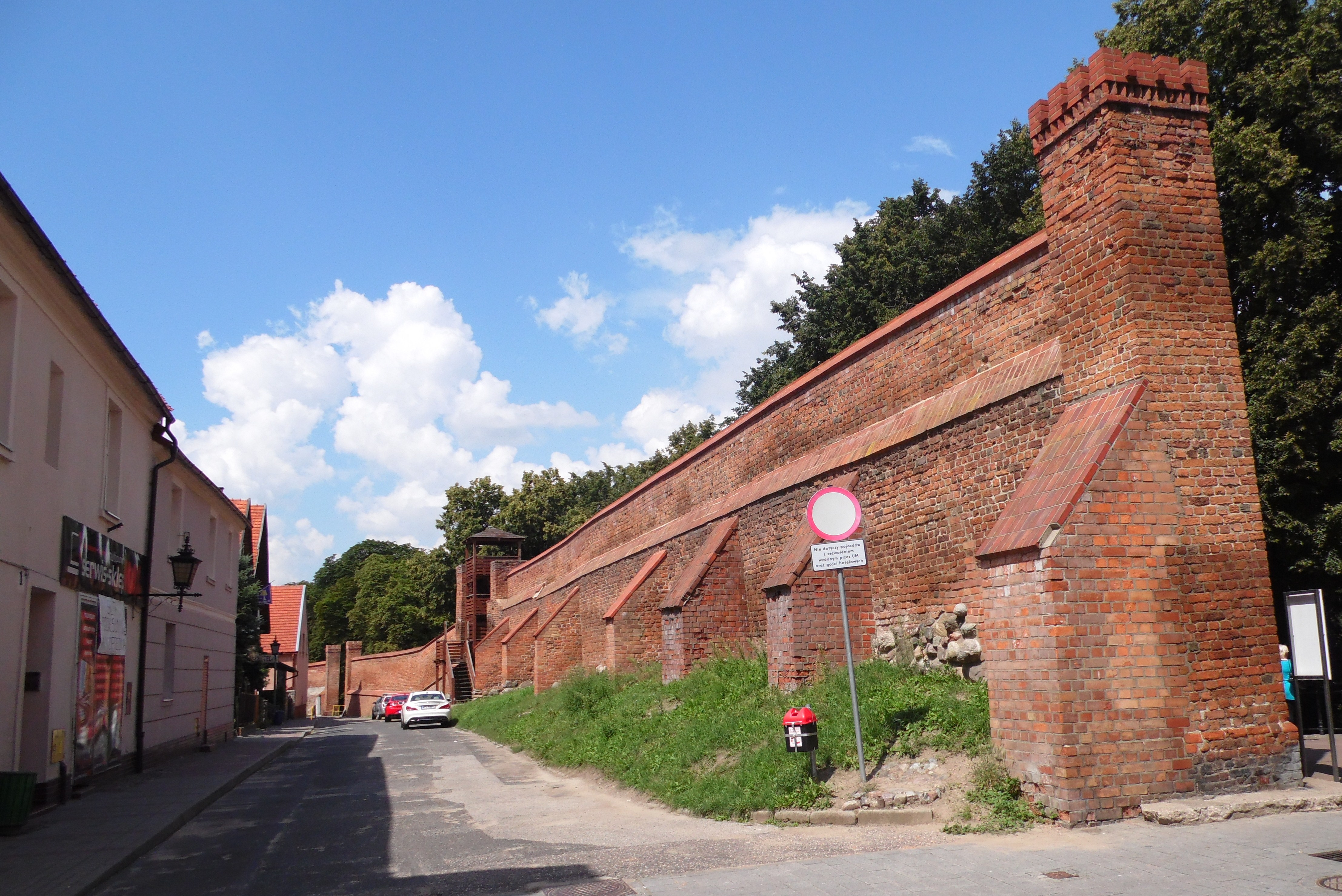
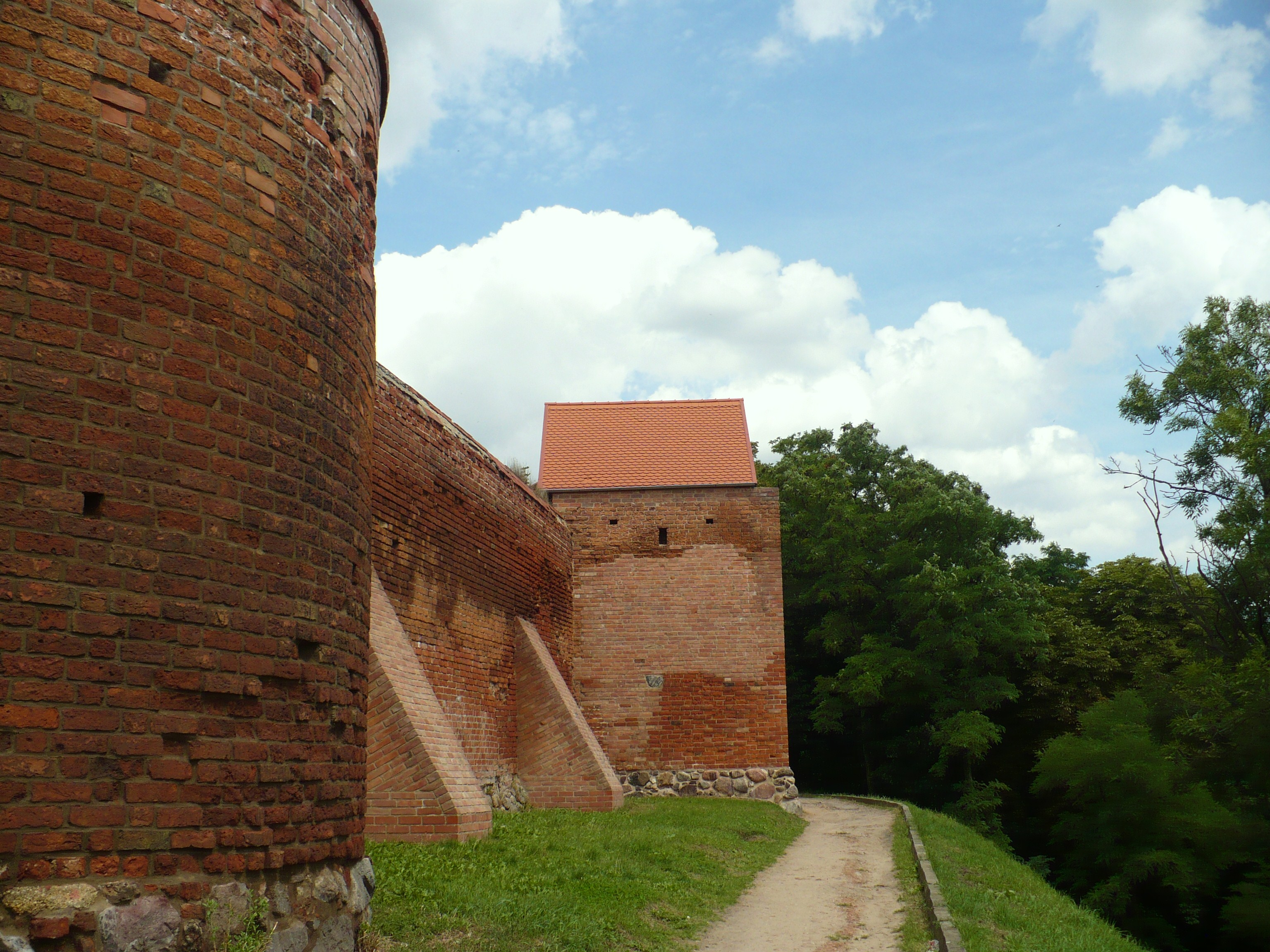